# Sudden Northwood Death Syndrome
Das Sudden Northwood Death Syndrome (SNDS) bezeichnet den plötzlichen, irreparablen Defekt des Pentium 4-Prozessors in der namensgebenden Revision „Northwood“ als Folge von übermäßigem Übertakten.
Die Ursache des Effekts – Elektromigration – stellt ein grundsätzliches Problem integrierter Schaltungen dar, der Effekt wurde jedoch speziell im Zusammenhang mit dem Northwood-Kern bekannt, da dieser der erste Mikroprozessor war, für den die Elektromigration ein erhebliches Problem darstellte. Zu den Gründen, warum der Northwood anfälliger ist als seine Vorgänger, zählen die geringere Strukturbreite sowie die höher erreichbaren Taktfrequenzen gegenüber den Vorgängern.
Die dem SNDS zugrunde liegende Elektromigration wird im Wesentlichen durch zwei Effekte verstärkt hervorgerufen:
- Erhöhung der Kernspannung (VCORE)

Um eine ausreichende Signalqualität bei erhöhten Taktraten zu erreichen, wird die Kernspannung zum Teil erheblich erhöht, was direkt zur Steigerung der auftretenden Ströme führt (Leckströme und Signalströme).
- Erhöhung der Taktfrequenz

Die Taktfrequenzerhöhung führt zur Erhöhung der Stromdichte innerhalb der Schaltung, was zu einer verstärkten Erwärmung führt.